# Sebastian Degenhardt
Sebastian Degenhardt (* 1996 in Dresden) ist ein deutscher Schauspieler.

## Leben
Sebastian Degenhardt wuchs in Dresden auf. Er sammelte erste Bühnenerfahrungen bereits während seiner Schulzeit.
Er absolvierte seine Schauspielausbildung von 2018 bis 2022 an der Bayerischen Theaterakademie August Everding in München. Als Bühnendarsteller wirkte er in mehreren Theaterstücken wie Peer Gynt oder in Die Dreigroschenoper mit, so unter anderem auch am Metropoltheater München, am Prinzregententheater oder am Theater Regensburg. Er wirkte bislang in einer Folge der Telenovela Sturm der Liebe mit.
Degenhardt wohnt in Erlangen.
Seit der Spielzeit 2022/23 ist er Ensemble-Mitglied am Theater Erlangen.

## Filmografie (Auswahl)
- 2022: Sturm der Liebe (Fernsehserie, 1 Folge)

## Hörspiele (Auswahl)
- 2022: Friedrich Ani: Haus der aufgehenden Sonne (3 Teile) (Fahnder) – Regie: Alex Schaad (Original-Hörspiel, Kriminalhörspiel – BR/SWR)[5]

## Theater (Auswahl)
- 2016/17 Die Stunde da wir nichts voneinander wussten von Peter Handke an der Bürgerbühne Dresden unter der Regie von Uli Jäckle[4]
- 2021/22 Noch ist nicht aller Tage Abend Thalia Theater[6]
- 2021/22 Peer Gynt am Theater Regensburg unter der Regie von Julia Prechsl
- 2021/22 Dinge, die ich sicher weiß am Metropoltheater in München unter der Regie von Jochen Schölch[4]
- 2023/24 Der Hauptmann von Köpenick am Theater Erlangen[4]
- 2023/24 Per Anhalter durch die Galaxis am Theater Erlangen[4]
- 2023/24 Die Möwe am Theater Erlangen[4]
- ab 2022/23 Es war einmal … 6 von Marc-Uwe Kling und Astrid Henn am Theater Erlangen[7]

## Auszeichnungen
Sebastian Degenhardt und Alina Valerie Weinert erhielten für ihre schauspielerische Leistung in der Inszenierung Es war einmal … 6 den Theaterpreis für die Spielzeit 2022/23 des Fördervereins des Theaters Erlangen.

## Rezeption (Auswahl)
Die älteste deutsche Theaterzeitschrift Die Deutsche Bühne lobte seine Rolle in der Inszenierung von Martin Heckmanns Stück Etwas Besseres als den Tod finden wir überall. Sebastian Degenhardt habe sich als Hund Schlau der Figur „mit leichterem Schweben als die gereiften Kollegen“ genähert. Er habe den treuen Dackelblick nicht im Gesicht, aber in der Stimme gehabt. „So durchbricht er immer wieder Otts monochromen Rockopern-Blues mit cremigen Sympathiefarben.“